# Romaria Fluvial do Divino Espírito Santo
A Romaria Fluvial do Divino Espírito Santo é uma festividade católica que ocorre no vale do rio Guaporé, entre o estado brasileiro de Rondônia e a Bolívia. A coordenação da festa é feita pela Irmandade do Divino.

## História
A Festa do Divino em Rondônia tem suas raízes históricas intimamente ligadas aos festejos religiosos realizados em Vila Bela da Santíssima Trindade, em Mato Grosso. Em 1894, os quilombolas Manoel Fernandes Coelho e Antônio Gomes, juntamente com outros devotos, decidiram pela criação de uma festa para o Vale do Guaporé, e trouxeram a Coroa do Divino para comunidade de ilha das Flores.
Em 1933, a ilha de Rolim de Moura do Guaporé passou a constar no rol dos festejos ao Divino, após ganhar por sorteio o direito de celebrar o Divino. Assim,  a festa do Divino passou a ter um sistema de rodízio entre as comunidades que criassem a sua Irmandade.
Os membros da romaria do Divino chegam em embarcações tradicionais a remo, chamadas de batelão, com doze remadores, trazendo a bordo os símbolos considerados sagrados pelos devotos. Ao aproximar-se do porto da comunidade, a romaria do Divino do Guaporé inicia-se sob o barulho de tiros da ronqueira (pequeno canhão artesanal) e ao som entoado pelos cânticos dos foliões (adolescentes) e remeiros da romaria. Com o batelão na água, devotos do Divino Espírito Santo recepcionam membros da romaria dentro do rio com velas acesas, como sinal de agradecimento pelas graças alcançadas pelas promessas feitas ao Divino Espírito Santo.
A romaria tem paradas entre as comunidades brasileiras e bolivianas (40 no total), ao longo de mais 1.300 km no rio Guaporé e seus afluentes ao longo de 50 dias. São oferecidos banquetes aos participantes da procissão e convidados (o salveiro, o mestre caixeiro, os meninos cantores do Divino, o alferes da bandeira, além do imperador e da imperatriz), sendo os alimentos arrecadados junto à população. Durante, a romaria, são realizados foguetórios, rezas, cantorias e a apresentação da imperatriz do Divino e seus séquitos. A romaria envolve participação de mais de 40 mil pessoas, abrangendo as populações ribeirinhas, indígenas e quilombolas.
O município de Costa Marques (a 714 km de Porto Velho) é a principal cidade da romaria, onde estão o maior número de fiéis e a Basílica Menor do Divino.
O ritual segue por terra, com o imperador subindo a rampa conduzindo a coroa de prata e coberta por fitas coloridas. Ao seu o lado, a imperatriz leva o bastão também enfeitado com fitas multicores.
O cortejo é parado para o bastão e a coroa do Divino serem repassados para os novos imperador e imperatriz, que conduzem os símbolos até a igreja e serão responsáveis pela festa no ano seguinte. No templo, os devotos de joelhos beijam a coroa e recebem as bênçãos dos anfitriões, o imperador e a imperatriz.
Na última noite do festejo, no sábado, véspera de Pentecostes, é realizada a derrubada do mastro, e no domingo, a festa de encerramento.
O local que acolheu o último festejo é o ponto de partida da peregrinação realizada no ano seguinte. A data da festa é variável, ocorrendo entre abril e junho.
Em 2022, a Lei n° 5.252, de 11 de janeiro de 2022, reconheceu a Festa do Divino Espírito Santo no Vale do Guaporé como Patrimônio Cultural de Natureza Imaterial do Estado.